# Tàngara beccònica bicolor
La tàngara beccònica bicolor (Conirostrum bicolor) és un ocell de la família dels tràupids (Thraupidae).

## Hàbitat i distribució
Habita manglars i el bosc de rivera de les terres baixes costaneres al nord-est de Colòmbia, nord de Veneçuela, Trinitat i Guaiana cap al sud fins Amazònia, nord i est del Brasil i nord-est del Perú.